# Ricardo Pepi
Ricardo Daniel Pepi (El Paso, 2003. január 9. –) amerikai válogatott labdarúgó, a holland PSV Eindhoven játékosa.

## Pályafutása

### Klubcsapatokban
13 évesen került a Dallas akadémiájára. 2018. december 8-án aláírt a Dallas fiókcsapatához a North Texas együtteséhez. 2019. március 30-án mesterhármassal mutatkozott be a Chattanooga Red Wolves ellen 3–2-re megnyert bajnoki találkozón. A következő bajnoki mérkőzésén győztes gólt szerzett a Forward Madison csapata ellen. Május 19-én a Lansing Ignite elleni 2–2-re végződő találkozón egyszer volt eredményes. Október 13-án a rájátszásban gólt szerzett a Forward Madison ellen, majd behívták az U17-es nemzeti válogatottba. Távollétében a csapata megnyerte a rájátszást. Október 17-én jelölték az USL legjobb fiatal játékosa díjra, de csapattársa Arturo Rodríguez nyerte meg.
2019. június 11-én rövid időre kölcsönbe került a Dallas csapatához és az OKC Energy ellen bemutatkozott a kupában. Június 21-én végleg szerződtették és ezzel 16 évesen és 163 naposan a klub negyedik legfiatalabb saját nevelésű játékosa lett. Másnap a Toronto ellen mutatkozott be a bajnokságban. Első szezonját gól nélkül fejezte be.
2020. március 7-én szerezte meg első gólját a Montreal Impact ellen a 96. percben. 2021. július 24-én első mesterhármasát szerezte meg a klub színeiben a Los Angeles Galaxy ellen, 18 évesen és 196 naposan az MLS legfiatalabb mesterhármasát szerző játékosa lett.
2022. január 3-án jelentették be, hogy a német Augsburg csapatába szerződött. Miguel Almirón után az MLS történetének második legdrágábban eladott labdarúgója lett.
2022 augusztus végén kölcsönbe került a Groningen csapatához. Szeptember 11-én gólpasszal mutatkozott be a bajnokságban a Cambuur ellen. Szeptember 17-én megszerezte első bajnoki gólját a Sparta Rotterdam csapata ellen 2–1-re elvesztett találkozón. Október 7-én duplázott a RKC Waalwijk csapata ellen.
2023. július 8-án ötéves szerződést írt alá a PSV Eindhoven csapatával.

### A válogatottban
Szülei révén amerikai és mexikói származású is. Az U17-es korosztályban mindkét válogatott edzőtáborában megfordult. 2019. április 22-én Raphaël Wicky U17-es CONCACAF-bajnokságra készülő keretének tagja volt. Panama és Kanada ellen is gólt szerzett. Októberben a 2019-es U17-es labdarúgó-világbajnokságra készülő keretnek is a tagja volt.
2021. augusztus 26-án Gregg Berhalter behívta a felnőttek közé. Szeptember 8-án Honduras ellen góllal és két gólpasszal mutatkozott be a 2022-es labdarúgó-világbajnokság-selejtezőjében. Október 7-én Jamaica ellen 2–0-ra megnyert selejtező mérkőzésen duplázott.

## Statisztika

### Klub
2023. május 28. szerint.
| Klub                | Szezon   | Bajnokság           | Bajnokság | Bajnokság | Rájátszás | Rájátszás | Kupa  | Kupa  | Nemzetközi | Nemzetközi | Összesen | Összesen |
| Klub                | Szezon   | Bajnokság           | Mérk.     | Gólok     | Mérk.     | Gólok     | Mérk. | Gólok | Mérk.      | Gólok      | Mérk.    | Gólok    |
| ------------------- | -------- | ------------------- | --------- | --------- | --------- | --------- | ----- | ----- | ---------- | ---------- | -------- | -------- |
| North Texas         | 2019     | USL League One      | 12        | 9         | 1         | 2         | —     | —     | —          | —          | 13       | 11       |
| North Texas         | 2020     | USL League One      | 1         | 0         | —         | —         | —     | —     | —          | —          | 1        | 0        |
| North Texas         | Összesen | Összesen            | 13        | 9         | 1         | 2         | —     | —     | —          | —          | 14       | 11       |
| FC Dallas           | 2019     | Major League Soccer | 7         | 0         | 0         | 0         | 2     | 0     | —          | —          | 9        | 0        |
| FC Dallas           | 2020     | Major League Soccer | 17        | 2         | 2         | 1         | —     | —     | —          | —          | 19       | 3        |
| FC Dallas           | 2021     | Major League Soccer | 31        | 13        | —         | —         | —     | —     | —          | —          | 31       | 13       |
| FC Dallas           | Összesen | Összesen            | 55        | 15        | 2         | 1         | 2     | 0     | 0          | 0          | 59       | 16       |
| Augsburg            | 2021–22  | Bundesliga          | 11        | 0         | —         | —         | —     | —     | —          | —          | 11       | 0        |
| Augsburg            | 2022–23  | Bundesliga          | 4         | 0         | 1         | 0         | —     | —     | —          | —          | 5        | 0        |
| Augsburg            | Összesen | Összesen            | 15        | 0         | 1         | 0         | 0     | 0     | 0          | 0          | 16       | 0        |
| Groningen (kölcsön) | 2022–23  | Eredivisie          | 29        | 12        | 2         | 1         | —     | —     | —          | —          | 31       | 0        |
| PSV Eindhoven       | 2023–24  | Eredivisie          | 0         | 0         | 0         | 0         | 0     | 0     | 0          | 0          | 0        | 0        |
| Összesen            | Összesen | Összesen            | 112       | 36        | 5         | 1         | 0     | 0     | 3          | 3          | 120      | 40       |

### A válogatottban
| Válogatott       | Év       | Pályára lépés | Gól |
| ---------------- | -------- | ------------- | --- |
| Egyesült Államok | 2021     | 7             | 3   |
| Egyesült Államok | 2022     | 5             | 0   |
| Egyesült Államok | 2023     | 4             | 4   |
| Összesen         | Összesen | 16            | 7   |

#### Góljai a válogatottban
| # | Időpont             | Helyszín                                                 | Ellenfél | Gólok | Eredmény | Kiírás                                |
| - | ------------------- | -------------------------------------------------------- | -------- | ----- | -------- | ------------------------------------- |
| 1 | 2021. szeptember 8. | Estadio Olímpico Metropolitano, San Pedro Sula, Honduras | Honduras | 2–1   | 4–1      | 2022-es VB-selejtező                  |
| 2 | 2021. október 7.    | Q2 Stadion, Austin, Amerikai Egyesült Államok            | Jamaica  | 1–0   | 2–0      | 2022-es VB-selejtező                  |
| 3 | 2021. október 7.    | Q2 Stadion, Austin, Amerikai Egyesült Államok            | Jamaica  | 2–0   | 2–0      | 2022-es VB-selejtező                  |
| 4 | 2023. március 24.   | Kirani James Athletic Stadion, St. George’s, Grenada     | Grenada  | 1–0   | 7–1      | 2022–2023-as CONCACAF-nemzetek ligája |
| 5 | 2023. március 24.   | Kirani James Athletic Stadion, St. George’s, Grenada     | Grenada  | 6–1   | 7–1      | 2022–2023-as CONCACAF-nemzetek ligája |
| 6 | 2023. március 27.   | Exploria Stadion, Orlando, Amerikai Egyesült Államok     | Salvador | 1–0   | 1–0      | 2022–2023-as CONCACAF-nemzetek ligája |
| 7 | 2023. június 16.    | Allegiant Stadion, Paradise, Amerikai Egyesült Államok   | Mexikó   | 3–0   | 3–0      | 2022–2023-as CONCACAF-nemzetek ligája |

## Sikerei, díjai

### Klub
- North Texas
  - USL League One alapszakasz-győztes: 2019
  - USL League One: 2019

### Válogatott
- USA U19
  - U17-es CONCACAF-bajnokság döntős: 2019

- USA
  - CONCACAF Nemzetek ligája győztes: 2022–23

### Egyéni
- MLSZ All-Star csapatának tagja: 2021[32]
- Az év legjobb fiatal amerikai labdarúgója: 2021

## Külső hivatkozások
- Ricardo Pepi adatlapja a Transfermarkt oldalán (angolul)
- Ricardo Pepi adatlapja a Soccerway oldalon (angolul)
- Ricardo Pepi adatlapja a Kicker oldalán (németül)